# Herakleios der Ältere

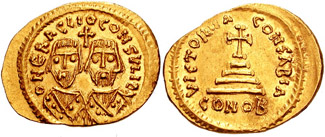
Solidus des Herakleios aus dem Jahr 608, der ihn und seinen gleichnamigen Sohn als Konsuln zeigt

Herakleios der Ältere († um 611 in Karthago) war der Vater des oströmischen Kaisers Herakleios. Er war vermutlich gebürtiger Armenier und der erste nachgewiesene Angehörige der herakleischen Dynastie, die mit der Ermordung des Tiberios, des sechsjährigen Sohnes Justinians II., 711 ihr Ende fand.
Herakleios der Ältere diente als General unter Maurikios und kämpfte erfolgreich unter dem General Philippikos an der oströmischen Grenze gegen die Perser, wo er unter anderem als Heermeister fungierte. 587 übernahm er für einige Zeit das Kommando über die dort stationierten Truppen und stellte die Disziplin im Heer wieder her, 589 besiegte er ein persisches Heer in der Nähe von Nisibis. Anschließend wurde er um 595 zum magister militum per Armeniam (Oberbefehlshaber im Militärdistrikt Armenien) ernannt.
Einige Zeit später, wohl noch unter Maurikios, vielleicht aber auch erst unter Phokas, der Maurikios 602 gestürzt hatte, wurde Herakleios Exarch von Africa (siehe Exarchat von Karthago). Als oppositionelle Kreise aus der Hauptstadt Konstantinopel Kontakt zu ihm aufnahmen – sie waren mit der als tyrannisch beschriebenen Herrschaft von Kaiser Phokas unzufrieden –, entsandte er seinen Sohn, ebenfalls mit Namen Herakleios, nach Konstantinopel, während Niketas, ein Verwandter des Exarchen, Ägypten besetzte. Bald nach dem Sturz des Phokas verstarb Herakleios der Ältere in Karthago.